# Richard Joseph
Richard Joseph (23 avril 1953 – 4 mars 2007) est un compositeur, musicien et spécialiste du son britannique dans le domaine du jeu vidéo. Sa carrière traversa les différents supports vidéoludiques, depuis le Commodore 64 et l'Amiga jusqu'aux années 2000.
Après qu'on lui a diagnostiqué un cancer du poumon, il meurt le 4 mars 2007 à l'âge de 53 ans.

## Biographie
Il est considéré comme un pionnier de l'audio dans le jeu vidéo pour avoir été le premier à inclure des voix réelles (Mega lo Mania) et développé les premières musiques interactives (The Chaos Engine). Il travailla avec des artistes reconnus (Betty Boo pour Magic Pockets, Captain Sensible pour Sensible Soccer, Brian May pour Rise of the Robots et John Foxx pour Gods et Speedball 2), incluant des voix sur les titres, ce qui fut totalement révolutionnaire à l'époque.
Compositeur et designer audio freelance de 1986 à 1995, il a contribué aux bandes-son de centaines de productions, notamment celles des Bitmap Brothers, de Palace Software, de Sensible Software et de Millenium. Il est aussi crédité pour la musique de la version Commodore 64 du célèbre Defender of the Crown.
En 1996, il créa Audio Interactive pour les studios cinématographiques Pinewood et, en compagnie du compositeur James Hannigan (en), il contribua à la victoire d'Electronic Arts aux BAFTA Games Awards 2000 dans la catégorie « son » pour le jeu Theme Park World. La propre bande-son de Richard pour le jeu Cannon Fodder sur Game Boy Advance fut sélectionné la même année, et elle sera la seule bande-son sur console de poche à avoir été reconnue par les BAFTA Awards à ce jour.
Après avoir travaillé sur les bande-sons de Republic: The Revolution et Evil Genius pour Elixir Studios (les musiques étant composées par James Hannigan), chacune sélectionnée aux BAFTA, Richard vint en France où il fonda SoundTropez, une société spécialisée dans les bande-sons utilisant les nouvelles technologies.

## Liste de jeux
- 1985 : Cauldron
- 1986 : Cauldron II: The Pumpkin Strikes Back
- 1986 : L'Armure Sacrée d'Antiriad
- 1987 : Barbarian: The Ultimate Warrior
- 1987 : Stifflip & Co (en)
- 1990 : Brutal Deluxe
- 1990 : James Pond: Underwater Agent
- 1991 : Mega lo Mania
- 1991 : Gods
- 1991 : James Pond 2: Codename RoboCod
- 1991 : Magic Pockets[2]
- 1992 : The Aquatic Games
- 1992 : Sensible Soccer
- 1993 : James Pond 3: Operation Starfish
- 1993 : The Chaos Engine
- 1993 : Diggers
- 1994 : Rise of the Robots
- 2003 : Republic: The Revolution
- 2004 : Evil Genius

## Utilisations
Celestial Quest, l'une de ses réalisations pour le jeu James Pond 3: Operation Starfish, a inspiré la musique de Gabriella Cilmi, dans son album Lessons to Be Learned, le titre Messy en 2008[réf. nécessaire].